# Les 69 stations du Nakasendō

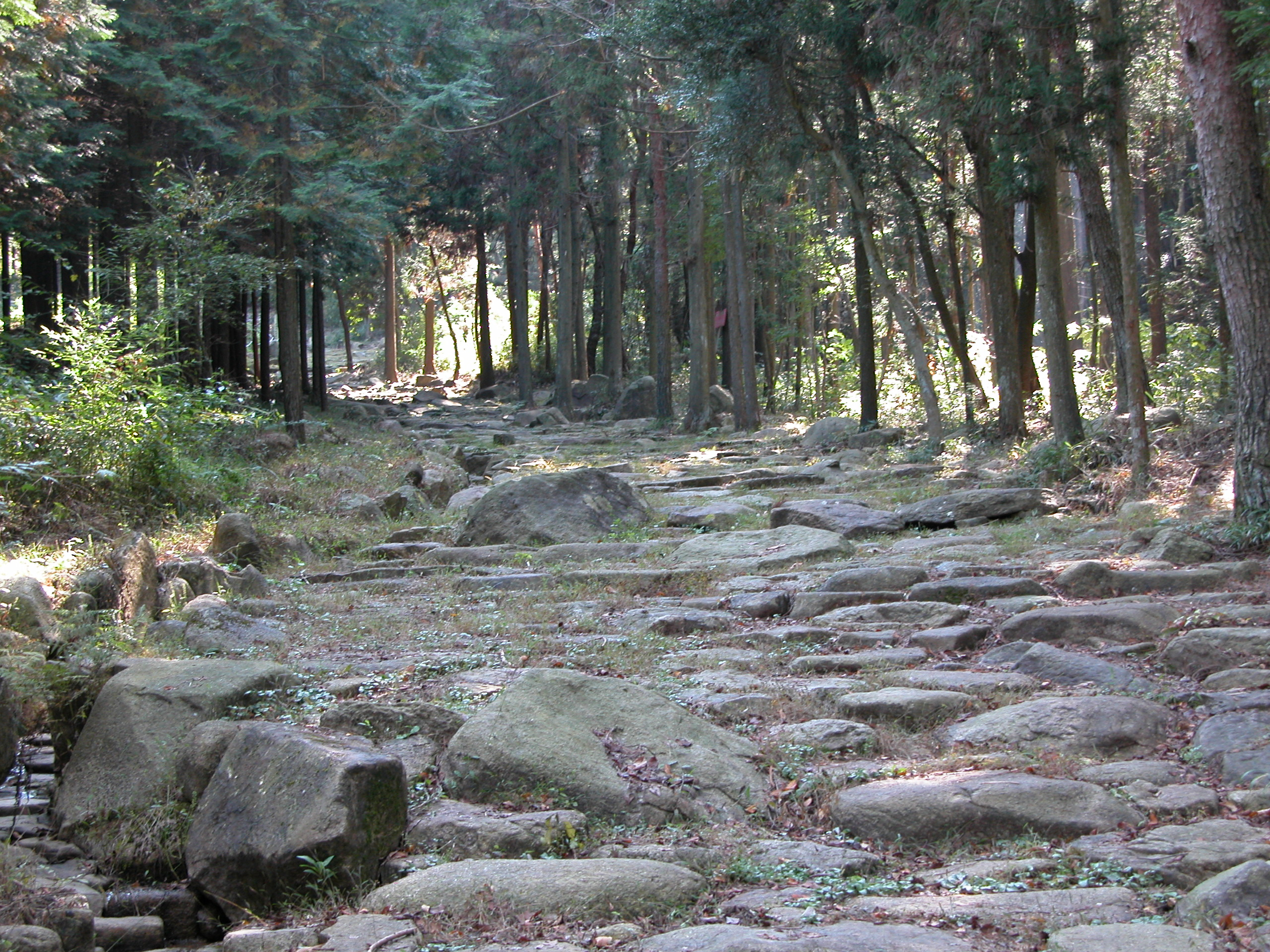
Ishidatami (pavés) originaux de la Nakasendō.

Les 69 stations du Nakasendō (中山道六十九次, Nakasendō rokujūkyū-tsugi) sont des relais le long du Nakasendō, allant de Nihonbashi à Edo (maintenant Tokyo) à Sanjō Ōhashi dans Kyoto,. La route couvre approximativement 534 km et constitue une voie de commerce alternative à la route de Tōkaidō.

## Stations du Nakasendō

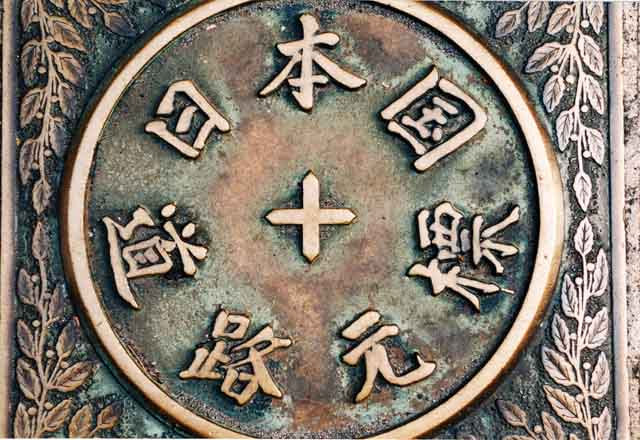
Marqueur de distance de Nihonbashi.

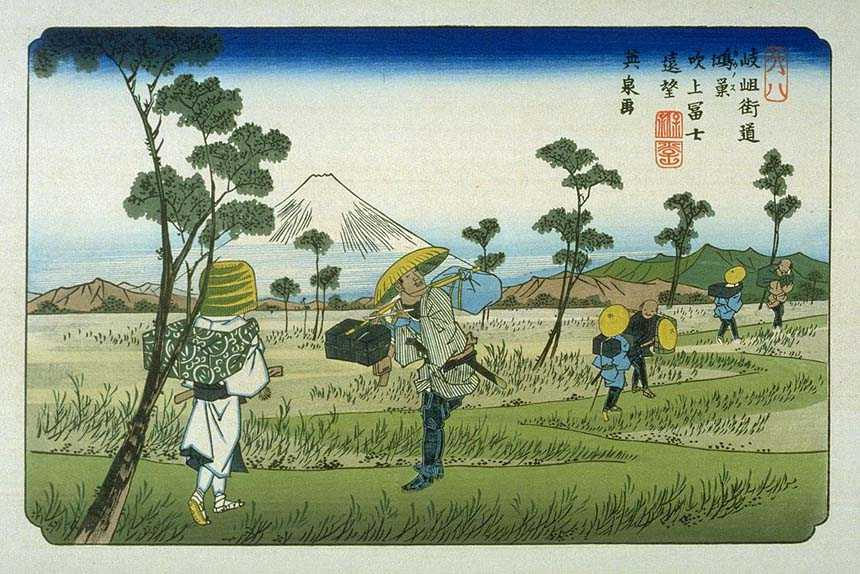
Kōnosu-shuku, estampe de Keisai Eisen (Les Soixante-neuf Stations du Kiso Kaidō).

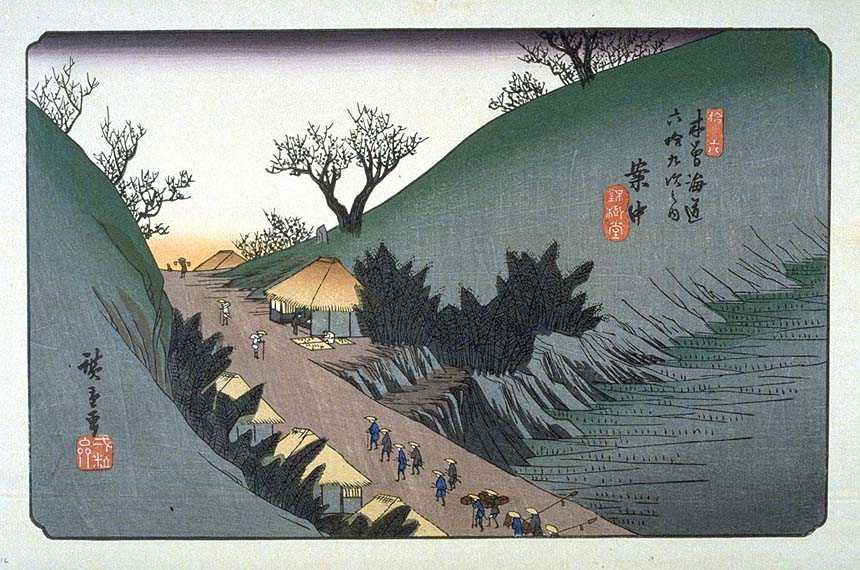
Annaka-shuku, estampe de Hiroshige.

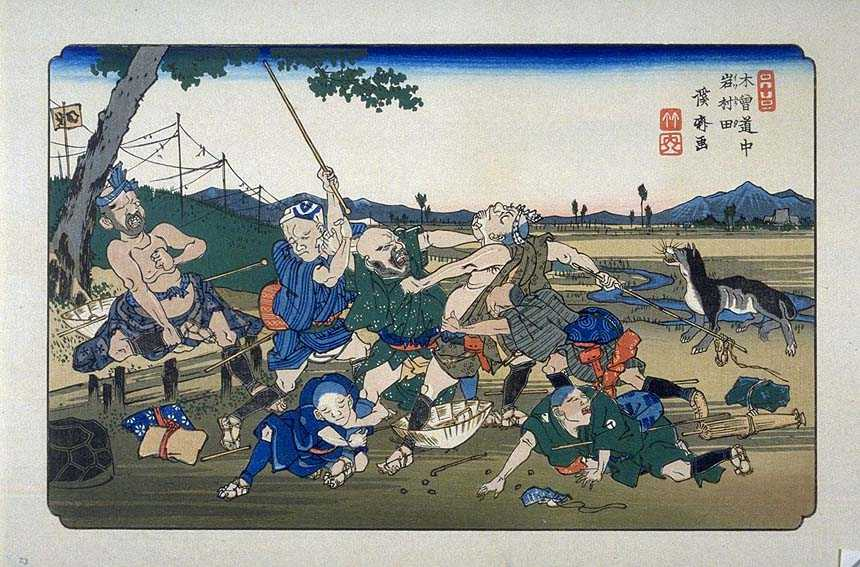
Iwamurada-shuku, estampe d'Eisen.

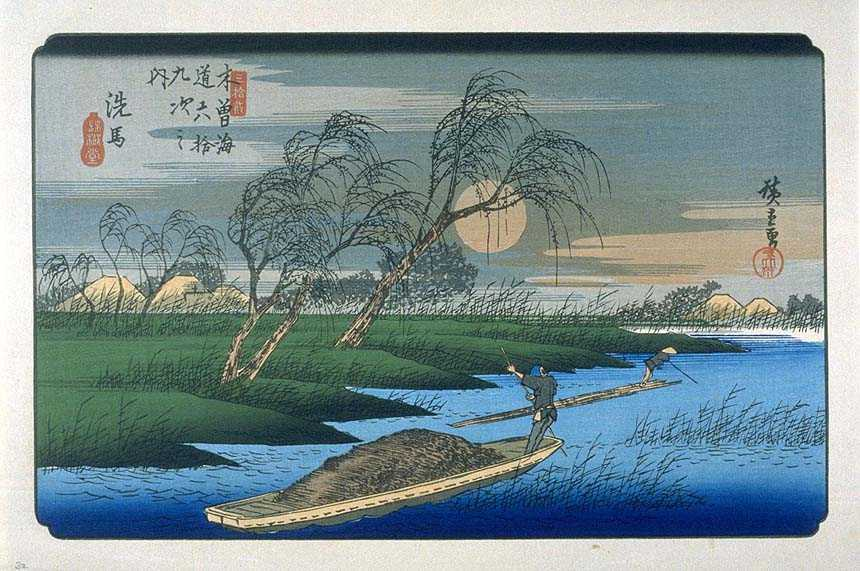
Seba-juku, estampe de Hiroshige.

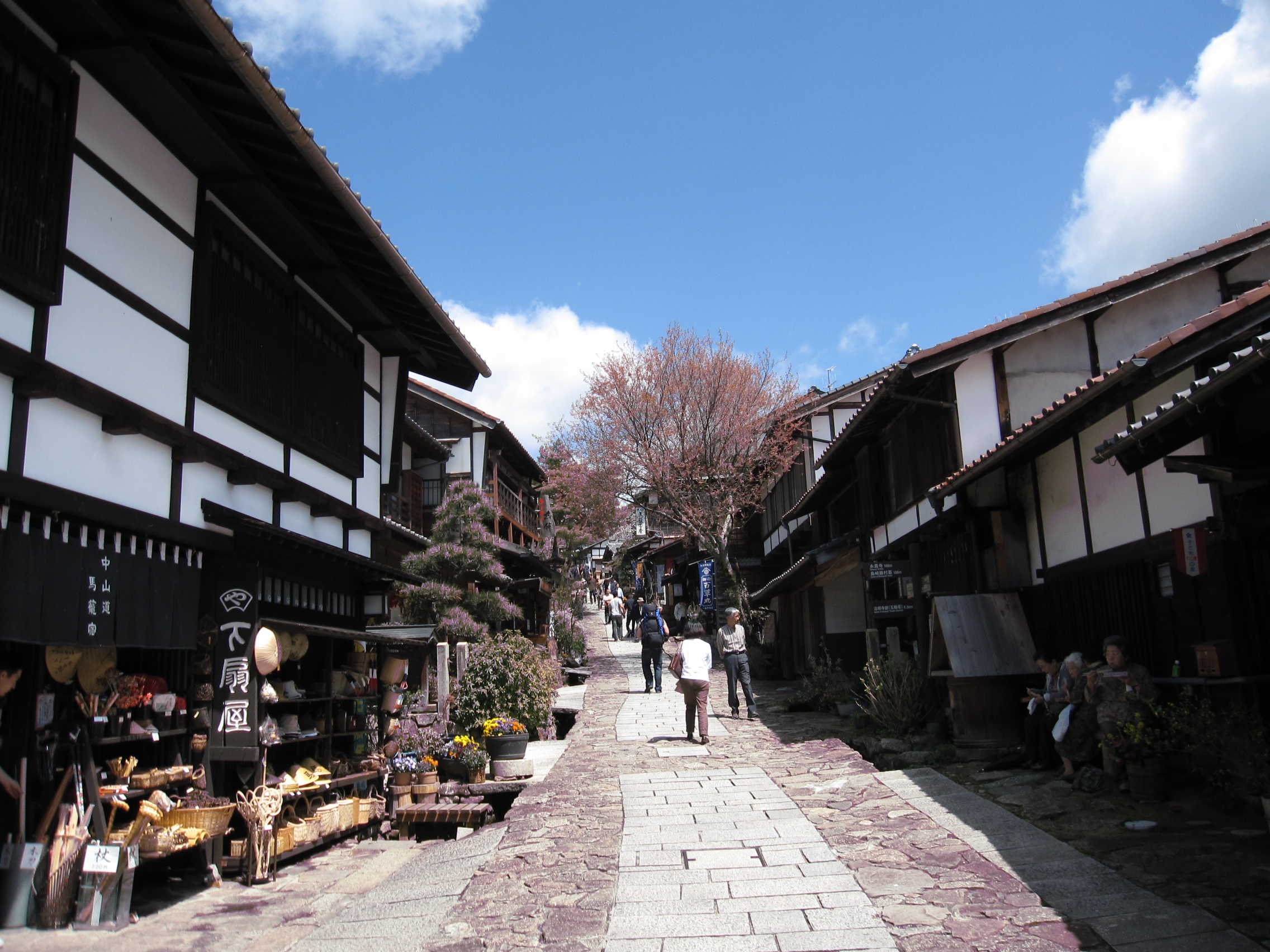
Rue principale de Magome-juku.

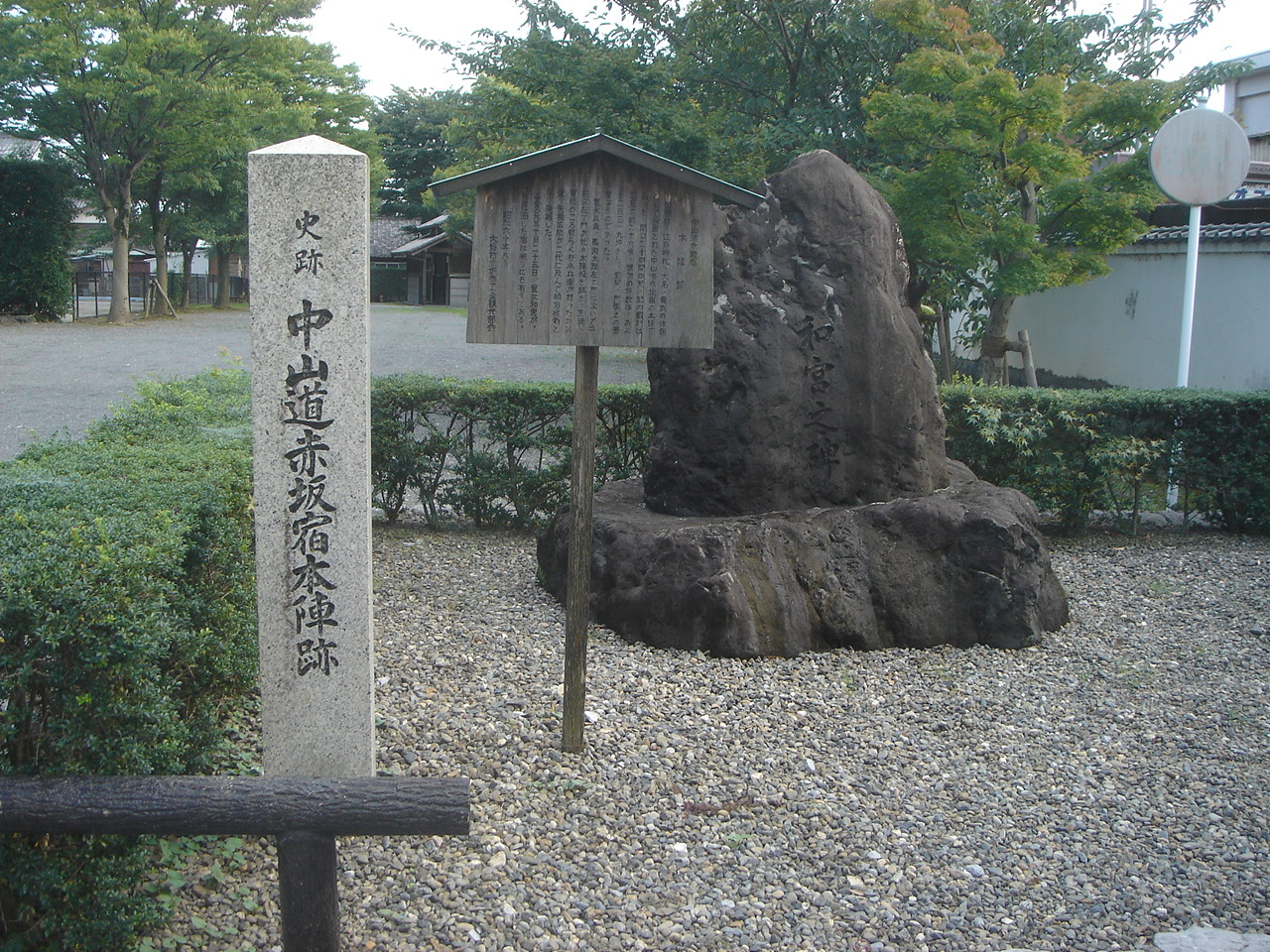
Marqueur du honjin d'Akasaka-juku.

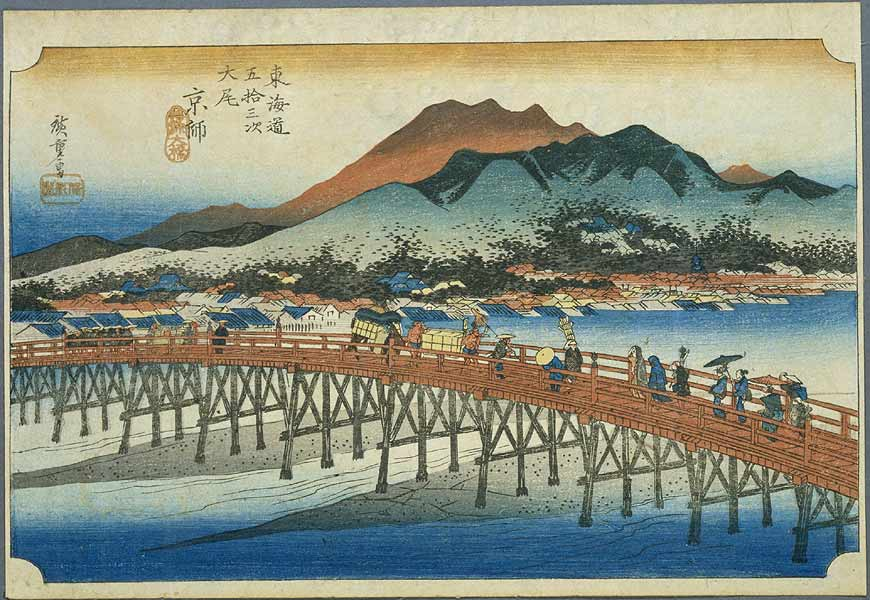
Sanjō Ōhashi, estampe de Hiroshige.

Voici, ci-après, les 69 stations du Nakasendō avec, en plus, des points de départ et d'arrivée qui sont communs avec la route de Tōkaidō. Les stations sont réparties en fonction des préfectures contemporaines dont elles relèvent et incluent le nom des villes/bourgs/villages/districts actuels.

### Tokyo
Point de départ : Nihonbashi (Chūō-ku)
1. Itabashi-shuku (Itabashi)

### Préfecture de Saitama
2. Warabi-shuku (Warabi)
3. Urawa-shuku (Urawa, Saitama)
4. Ōmiya-shuku (Ōmiya, Saitama)
5. Ageo-shuku (Ageo)
6. Okegawa-shuku (Okegawa)
7. Kōnosu-shuku (Kōnosu)
8. Kumagai-shuku (Kumagaya)
9. Fukaya-shuku (Fukaya)
10. Honjō-shuku (Honjō)

### Préfecture de Gunma
11. Shinmachi-shuku (Takasaki)
12. Kuragano-shuku (Takasaki) (en commun avec le Nikkō Reiheishi Kaidō)
13. Takasaki-shuku (Takasaki)
14. Itahana-shuku (Annaka)
15. Annaka-shuku (Annaka)
16. Matsuida-shuku (Annaka)
17. Sakamoto-shuku (Annaka)

### Préfecture de Nagano
18. Karuisawa-shuku (Karuizawa)
19. Kutsukake-shuku (Karuizawa)
20. Oiwake-shuku (Karuizawa)
21. Otai-shuku (Miyota)
22. Iwamurada-shuku (Saku)
23. Shionada-shuku (Saku)
24. Yawata-shuku (Saku)
25. Mochizuki-shuku (Saku)
26. Ashida-shuku (Tateshina)
27. Nagakubo-shuku (Nagawa)
28. Wada-shuku (Nagawa)
29. Shimosuwa-shuku (Shimosuwa) (en commun avec le Kōshū Kaidō)
30. Shiojiri-shuku (Shiojiri) (en commun avec le Shio no Michi)
31. Seba-juku (Shiojiri)
32. Motoyama-juku (Shiojiri)
33. Niekawa-juku (Shiojiri)
34. Narai-juku (Shiojiri)
35. Yabuhara-juku (village de Kiso)
36. Miyanokoshi-juku (bourg de Kiso)
37. Fukushima-juku (bourg de Kiso)
38. Agematsu-juku (Agematsu)
39. Suhara-juku (Ōkuwa)
40. Nojiri-juku (Ōkuwa)
41. Midono-juku (Nagiso)
42. Tsumago-juku (Nagiso)

### Préfecture de Gifu
43. Magome-juku (Nakatsugawa)
44. Ochiai-juku (Nakatsugawa)
45. Nakatsugawa-juku (Nakatsugawa)
46. Ōi-juku (Ena)
47. Ōkute-juku (Mizunami)
48. Hosokute-juku (Mizunami)
49. Mitake-juku (Mitake)
50. Fushimi-juku (Mitake)
51. Ōta-juku (Minokamo)
52. Unuma-juku (Kakamigahara)
53. Kanō-juku (Gifu)
54. Gōdo-juku (Gifu)
55. Mieji-juku (Mizuho)
56. Akasaka-juku (Ōgaki)
57. Tarui-juku (Tarui)
58. Sekigahara-juku (Sekigahara)
59. Imasu-juku (Sekigahara)

### Préfecture de Shiga
60. Kashiwabara-juku (Maibara)
61. Samegai-juku (Maibara)
62. Banba-juku (Maibara)
63. Toriimoto-juku (Hikone)
64. Takamiya-juku (Hikone)
65. Echigawa-juku (Aishō)
66. Musa-juku (Ōmihachiman)
67. Moriyama-juku (Moriyama)
68. Kusatsu-juku (Kusatsu) (fait aussi partie du Tōkaidō)
69. Ōtsu-juku (Ōtsu) (fait aussi partie du Tōkaidō)

### Préfecture de Kyoto
Point d'arrivée : Sanjō Ōhashi (arrondissement de Higashiyama-ku à Kyoto)

## Ai no shuku
Les ai no shuku (station intermédiaire) sont des aires de repos le long des routes historique du Japon. Comme ce ne sont pas des stations officielles, les voyageurs particuliers n'étaient généralement pas autorisés à y demeurer. Voici quelques-uns des ai no shuku le long de la Nakasendō :
- Fukiage-shuku, entre Kōnosu-juku et Kumagai-juku (Kōnosu, préfecture de Saitama) ;
- Motai-shuku, entre Mochizuki-shuku et Ashida-shuku (Saku, préfecture de Nagano) ;
- Shinkanō-juku, entre Unuma-juku et Kanō-juku (Kakamigahara, préfecture de Gifu).